# S.C.I.谜案集
《S.C.I.谜案集》（英語：S.C.I. Mystery），2018年中国偶像剧。本剧改编自作家耳雅的同名小说，由高瀚宇、季肖冰、王美人、范玮领衔主演，优酷视频于2018年6月26日首播。

## 播出时间
| 频道     | 所在地   | 播映日期      | 播出时间 | 备注 |
| -------- | -------- | ------------- | -------- | ---- |
| 优酷视频 | 中国大陆 | 2018年6月26日 |          |      |

## 演员列表

### 主要演员
| 演員   | 角色   | 介紹 | 備註                           |
| 高瀚宇 | 白羽瞳 | S.C.I.組長。白磬堂的弟弟，警界三大鬼才之一。最強“白氏”血統的擁有者。 膽子極大身手也好，外星人級別的腦子，少有能跟上展耀、趙爵思路的人。 武力值爆表的運動狂，散打冠軍。由於潔癖基本只穿白色衣服。 有一輛白磬堂送的名貴跑車，因為能開到音速，所以很喜歡。家務全能，廚藝超好。與展耀，出生兩人便在一起。一直保護、守護、安慰著展耀。 | 原著角色名為「白玉堂」。       |
| 季肖冰 | 展耀   | S.C.I.副組長。 S.C.I.心理學家，警界三大鬼才之一。國際知名的犯罪心理學博士，學界權威，大學講師。能文不能武，常年給警隊提供專業諮詢，幫助破案。有最快一分三十秒破案的記錄。擅長催眠，心理分析，打心理戰，犯罪心理側寫。人肉掃描儀，據說沒有忘記過東西，熟練掌握七國語言，計算能力超強。 智商極高，唸書的時候一路跳級而上。外星人級別的腦子。說話喜歡故弄玄虛，賣關子。把簡單的事情複雜化，動不動就“不說中文”，經常被要求“用人類的語言”解釋案情。 | 原著角色名為「展昭」。         |
| 王美人 | 白磬堂 | 喜歡公孫哲，對他一見鍾情，白羽瞳的姐姐。小時候曾被趙爵槍擊，後被秘密送出國去治療。 | 原著角色名為「白錦堂」，男性。 |
| 范玮   | 公孙哲 | S.C.I.法醫，警界三大鬼才之一。白磬堂喜歡的人，後來在一起。 | 原著角色名為「公孫策」。       |

### S.C.I組員
| 演員   | 角色 | 介紹 | 備註                         |
| 蔣龍   | 白驰 | 白羽瞳三叔的兒子。智商超高的天才，人肉掃描儀二號，計算能力超強。性格單純靦腆，對於警察的工作很用心。娃娃臉，看起來永遠未成年，經常會激起女人的母性。有些迷信怕鬼。容易炸毛的兔子。後來趙禎受傷就一直照顧他。廚藝不錯。因為小時候經常被欺負，所以初期略有自卑，後來漸漸好轉。在赵祯面前總是特別彆扭。 |                              |
| 馬曉軍 | 王韶 | S.C.I.的幹員。 | 原著角色名為「王朝」。       |
| 羅昱焜 | 馬韓 | S.C.I.非常优秀的狙击手。 | 原著角色名為「馬漢」，男性。 |
| 孟阿賽 | 趙富 | S.C.I.的幹員，陽光憨厚型，有點痞氣，感覺很親切，也很好欺負，臉上總是有笑容。因保護齊樂，後與齊樂在一起。 | 原著角色名為「趙虎」。       |
| 王若瑄 | 蔣翎 | 電腦專家（國內最好的黑客之一）。 | 原著角色名為「蔣平」，男性。 |
| 屈浩明 | 洛天 | 神秘組織的棄子，愛倫坡製造出實驗品之一，有一個兒子洛陽。 “重影兇手”一案後因感激和兒子洛陽加入S.C.I.。有很多異於常人的能力，比如力氣大很多、感覺異常敏銳、沒有痛感、恢復能力強。威猛大叔型，溫和中隱藏著一種時間帶來的滄桑感。同時也是超級好爸爸。                                                    |                              |

### 其他演员
| 演員          | 角色        | 介紹 | 備註                                                   |
| 张帆          | 趙爵        | 身份神秘，心理專家及催眠高手，總喜歡逗弄展耀看他生氣的樣子。卻又總在白羽瞳和展耀查案一頭莫展時適時給予援手與提示。                                                            |                                                        |
| 古明華        | 包局        | 警局局長，白羽瞳和展耀的上司，相當照顧兩人。與他們的父親白允文、展啓天以及趙爵為舊識。                                                                                        |                                                        |
| 胡瀟靈        | 趙禎        | 世上有名的魔術師。趙爵的姪子，里斯本的主人。小時候欺負過白馳，讓白馳看到他總是退避三舍，也總愛跟白馳拌嘴。                                                                    |                                                        |
| 袁紫僑        | 齊樂        | 原本只是校園樂團主唱，後出道成為有名的樂團主唱，因哥哥齊磊被捲入案件且被白羽瞳當場射殺，也因此也成為案件的受害者之一，後被S.C.I.救出，並派趙富保護她。後與趙富在一起。        |                                                        |
| 裴小瑞        | 陳佳怡      | 著名演員，仰慕馬韓。 |                                                        |
| 胡建強        | 大丁        | 雙胞胎哥哥，白磬堂的秘書兼保鑣。 |                                                        |
| 胡建偉        | 小丁        | 雙胞胎弟弟，白磬堂的秘書兼保鑣。 |                                                        |
| 張凱          | 藍城霖      | 重案組組長，白羽瞳的死對頭。 |                                                        |
| 張煜楓        | 馮杰        | 甘力源的私人保鏢，退役警察，白羽瞳警校舊識，曾一度加入S.C.I.。 |                                                        |
| 杜飛龍        | 歐陽春      | 國際刑警，曾協助S.C.I.調查案件。 |                                                        |
| 單寶中        | 展啟天      | 展耀的父親。 |                                                        |
| 呂文勝        | 白允文      | 白羽瞳的父親。 |                                                        |
| 康莉          | 白媽        | 白羽瞳的母親。 |                                                        |
| 孫建江        | 孫慶學      | 負責看守警局的檔案室。 第一案件的幕後主使。 |                                                        |
| 易志樂        | 許彥勤      | 教授，任教於誠治大學。 被孫慶學控制。 |                                                        |
| 秦川          | 張博士      | 任教於誠治大學。 被孫慶學控制。 |                                                        |
|               | 李非凡      | 誠治大學學生，展耀的學生，被人施以鋼板催眠，從高處墮下死亡。 |                                                        |
| 黃湛深        | 吳昊        | 数字命案兇手之一，患有嚴重強迫症，其後在大欖懲教所遇害前，妻子女兒亦遇害。 |                                                        |
| 陳姿妤        | 陳璟        | 公孫哲助手，暗戀公孫哲。 孫慶學的病人。 |                                                        |
| 寧小花        | 劉琛        | 大欖懲教所囚犯，目擊殺吳昊的兇手。 |                                                        |
| 盧森航        | 秦佳齊      | 大欖懲教所囚犯，目擊殺吳昊的兇手。 |                                                        |
| 樊昱君        | 方靜        | 公孫哲的高中同學，前男友為賈鄭岩。 |                                                        |
| 穆建榮        | 龐煜        | 廣龍俱樂部老闆。 |                                                        |
| 徐亞洲        | 威爾森布朗  | 著名外國心理學教授，人稱「威爾森教授」。 |                                                        |
| 迪瑪          | 喬恩金      | 著名外國明星，曾有一名女友名叫安妮，在接受威爾森教授的心理治療後自殺。 |                                                        |
| 張乾天        | 齊磊        | 濟民大學學生，是校園樂團的貝斯手，齊樂的哥哥，曾被診斷患上夢遊症，後證實患有雙重人格，受兇手訓練營指使槍殺威爾森教授，被白羽瞳當場射殺。                                      |                                                        |
|               | 賈鄭岩      | 濟民大學老師，齊磊班主任，方靜的前男友。 |                                                        |
| 岑珈其        | 楊鋒        | 患有人格分裂，受兇手訓練營指使殺人。 |                                                        |
| 黛安娜        | 勞拉        | 威爾森教授的妻子。 |                                                        |
| 李文忠        | 趙蒙        | 趙禎家的管家，照顧了趙禎二十年。十年前魔法陣圖殺人案的兇手。 |                                                        |
| 張宸語        | 孔麗萍      | 曾和沈靈、李絮、安慶瑤、張真真及徐佳麗就讀同一舞蹈學校，丈夫早逝，有一個七個月大的兒子，後來自殺身亡。                                                                        |                                                        |
| 萬舒雅        | 李絮        | 齊樂的朋友，曾和沈靈、孔麗萍、安慶瑤、張真真及徐佳麗就讀同一舞蹈學校。 |                                                        |
| 泓萱          | 沈靈        | 沈潛的妹妹，曾和李絮、孔麗萍、安慶瑤、張真真及徐佳麗就讀同一舞蹈學校。 |                                                        |
| 張晵昱        | 沈潛        | 娛樂城老闆，沈靈的哥哥。 |                                                        |
| 牟建平        | 衛永        | 偵探，曾經是一名重案組警察，十年前負責魔法兇手案件，當時未婚妻被魔法兇手殺害。曾企圖持刀殺害李絮。                                                                            |                                                        |
| 田野          | 陳瑜        | 校園樂團鼓手，齊樂的朋友，為救李絮而被衛永用刀插傷。 |                                                        |
| 小麥          | 孔誠        | 沈潛的律師。 |                                                        |
| 妍子沁        | 周璐        | 南滙大學研一學生，校內圖西研究會幹事。 |                                                        |
| 譚天寶        | 阿卡沙      | 自稱占卜師，認為自己年齡為六百五十歲、自己的父親是「恐懼之王」及自己是「恐懼之王之子」。實際年齡為六十五歲，只有小學學歷。                                                    |                                                        |
| 艾克拜爾•黑血 | 商洛        | 索克菲拍賣行行長。 |                                                        |
| 柯國慶        | 塔伯•泰倫斯 | 哥倫比亞犯罪團伙競技會的二號人物，犯下販毒、洗黑錢及跨國金融詐騙罪行，國際刑警通緝對象。                                                                                      | 原著中在第一本的時候就被白燁用鑰匙殺了                 |
| 孫樂天        | 傅義山      | 鷹王面具的買家，打理三家上市公司。 |                                                        |
| 李凱          | 邱羽        | 傅義山的秘書。 |                                                        |
| 劉玉萍        | 默寧        | 南滙大學教授，校內圖西研究會會長。 |                                                        |
| 王鈞毅        | 甘力源      | 德瑪西亞展覽公司負責人,早年做船運生意，後因經營不善倒閉，欠下巨額債務。五年前開始做圖西族的工藝品巡迴展覽，還清之前的巨額債務，並購買多座展覽館。南滙大學圖西研究會的捐資人。 |                                                        |
|               | 莫里斯      | 攝影師，受甘力源僱用負責圖西展品的拍攝，曾拍攝模特照片。 |                                                        |
| 陳昱翰        | 洛陽        | 洛天的親生兒子，卧底警察洛文的養子，洛文死後被陳婕及其一眾手下幫忙撫養。他遺傳父親的痛覺神經遲鈍及力大無窮。                                                                  |                                                        |
| 羅偉          | 尤金        | 倫納德的手下。 |                                                        |
| Harry         | 倫納德      | 歐洲黑幫勢力的老大，後被人用鑰匙割喉致死。 | 第一季至第二季原著中角色並沒有死亡。原著中死亡的是塔伯 |
| 湯謹茹        | 陳婕        | 黑幫「新義安」的老大，後被人槍殺致死。 | 原著中角色身份為東區的老大。                           |
| 劉春          | 維勇        | 陳婕的手下，後被人槍殺致死。 |                                                        |
| 陈婉婷        | 小希        | 玩具店 店員 |                                                        |
| 尹澤強        | 杰杰        | 來自神秘組織，精神有問題，認為洛陽是他的哥哥。 |                                                        |
| 王雅婷        | 秦萌        | 黑幫「14K」的老大吳強的老婆。 | 原著中角色身份為北區的老大吳強的老婆。                 |
| 陸聰          | 俞慶廷      | 藍城霖的手下。 |                                                        |

## 电视原声带
| 曲序 | 曲目           | 演唱   |
| ---- | -------------- | ------ |
| 1.   | 假面（主题曲） | 王梓同 |